# برية الأردن (الجمعية الملكية لحماية الطبيعة)
برية الأردن هي مؤسسة أردنية و تعتبر الذراع التجاري للجمعية الملكية لحماية الطبيعة. تأسست عام 2004. و تقع في جبل عمان الدوار الأول.